# 260년대
260년대는 260년부터 269년까지를 가리킨다.